# Associazione nazionale medici veterinari italiani
L'Associazione nazionale medici veterinari italiani (ANMVI) è una federazione di associazioni professionali e scientifiche veterinarie, nata nel 1999 con l'obiettivo statutario di avviare progetti di riqualificazione e tutela della professione veterinaria. Ha sede a Cremona in palazzo Trecchi (XIV secolo).
L'ANMVI non ha scopo di lucro. È retta da un consiglio direttivo e da un organo assembleare nazionale composto dai presidenti delle associazioni federate. Di ANMVI sono infatti parte le maggiori associazioni nazionali, regionali e provinciali di categoria, in rappresentanza di tutti i comparti della professione veterinaria, sia privata che pubblica.
L'associazione è presente su tutto il territorio italiano con consigli direttivi regionali. Aderisce alla Union of European Veterinary Practitioners (UEVP) per la partecipazione alle attività riguardanti la professione in ambito europeo ed è affiliata a Confprofessioni dal 2000.
Realizza servizi e iniziative d'ausilio professionale per i medici veterinari, sia in campo editoriale che congressuale, con particolare riferimento all'aggiornamento accreditato ECM (programma di educazione continua in medicina a cura del Ministero italiano della salute) e al programma di certificazione di qualità delle buone pratiche veterinarie. Per i risvolti socio-sanitari della professione sulla collettività è promotrice del progetto Leavet, per la realizzazione di una medicina veterinaria di base convenzionata, confluito in una proposta di legge presentata dall'onorevole Gianni Mancuso e applicato in via sperimentale in alcune amministrazioni comunali. Si batte per la riduzione dell'aliquota IVA sulle prestazioni veterinarie e sul cibo per l'animale da compagnia, attualmente fissata alla percentuale massima del 22%, e per l'aumento della detrazione fiscale delle spese veterinarie.
Pubblica la rivista telematica @nmvi Oggi e il settimanale cartaceo Professione Veterinaria, gestisce numerosi servizi informatici e di comunicazione interna ed esterna alla categoria.
Conduce inoltre campagne di sensibilizzazione alla prevenzione veterinaria con il patrocinio della Fnovi e del Ministero della salute e svolge iniziative di educazione e promozione sociale del rapporto uomo-animale.
Nel 2005, durante l'emergenza dell'influenza aviaria ha contrastato la psicosi collettiva realizzando la locandina "Aviaria: non è roba da gatti" per fugare notizie scientificamente infondate circa la presunta assoggettabilità del gatto al virus. L'associazione si è impegnata ad incoraggiare l'identificazione del cane mediante microchip (identificazione animali), quale unico metodo legalmente riconosciuto ai fini dell'anagrafe canina con la campagna "I veri amici non si perdono", ravvisando nell'identificazione un sicuro mezzo per sconfiggere lo smarrimento e l'abbandono.
Nel 2008 ha realizzato la campagna "Non è questa la strada per farlo arrivare da te" per la lotta al traffico illegale di cuccioli di importazione clandestina, al fianco della Lega Anti Vivisezione, e che ha valso la menzione dell'associazione da parte del ministro degli esteri nell'ambito di iniziative governative per l'introduzione del reato di traffico di cuccioli.
L'ANMVI ha prestato la propria collaborazione al Ministero della salute per l'abolizione della lista delle razze canine pericolose, sostenendo provvedimenti basati piuttosto sulla responsabilizzazione del proprietario. Vanno in questa direzione i programmi di didattica scolastica che, dal 2011, ANMVI svolge nelle scuole primarie e secondarie inferiori, mediante docenze qualificate di Medici Veterinari.
Sulla base del Code of Good Veterinary Practice della Federazione dei Veterinari Europei, l'ANMVI ha realizzato un Disciplinare di Buone Pratiche Veterinarie, propedeutico alla certificazione di qualità delle strutture sanitarie veterinarie, conseguibile su base volontaria e tramite un ente esterno di certificazione. Ogni anno, l'ANMVI organizza al Palacongressi di Rimini un Management Forum per lo sviluppo e il miglioramento professionale secondo i criteri della customer satisfaction.
Per il contrasto all'antibiotico-resistenza ha realizzato un software gratuito per il monitoraggio del consumo di medicinali veterinari in allevamento. Il software, denominato DDD, segue i criteri di misurazione dei consumi in base al principio Defined Daily Dose. Per la tracciabilità dei medicinali veterinari, ANMVI partecipa alle attività di sperimentazione della ricetta digitale veterinaria sotto l'egida del Ministero della Salute.